# Austrosaga
Austrosaga là một chi côn trùng thuộc họ Tettigoniidae. Chi này có các loài sau:
- Austrosaga spinifer